# Famille Corbineau
Pour les articles homonymes, voir Corbineau.
La famille Corbineau est une famille d'architectes français. On les trouve simultanément en Anjou et au comté de Laval.

## Histoire
Plusieurs sources concernent la famille Corbineau. On peut y voir l'importance de la famille et l'existence de liens avec de nombreux architectes de l'époque. Il n'y a malheureusement pas une vue d'ensemble sur la généalogie complète.
Pierre Corbineau est maître menuisier à Angers. Il exécute en 1535 les stalles de la Collégiale Saint-Laud d'Angers. Il est possible qu'il soit un des aieux des Corbineau, mais rien ne permet de l'établir.

### Jacques Corbineau
Jacques Corbineau, et son frère Charles Corbineau.
Charles est marié à Catherine Guillot dont le nom rappelle les architectes employés au XVIe siècle à l'agrandissement de l'église de la Trinité de Laval et peut-être à la construction du portail de l'église Saint-Vénérand de Laval en 1615, Charles Corbineau travaille au château de Brissac avec son frère, il a pour collaborateur Nicolas Malherbe, marié à Anne Corbineau.
Catherine Guillot est la fille de Jean Guillot, Visiteur des œuvres de maçonnerie en le dûché d'Anjou. Jean Guillot était architecte à Angers dès 1550. Pierre Guillot est architecte à Laval où il construit en 1575 la voûte à caisson du transept sud, puis le portail sud de l'église de la Trinité. Il y a sans doute une parenté entre Jean et Pierre, car à la mort de Pierre, vers 1593, le chapitre de la Trinité fait appel à Jean, pour parfaire et continuer le portail de la Trinité et pignon sur icelluy, laissé inachevé.
Pierre Guillot est l'époux de Marie Neveu, la petite fille ou petite-nièce de Jamet Neveu, architecte de la façade de l'église Saint-Vénérand de Laval, de la flèche de la Basilique Notre-Dame d'Avesnières, et des chapelles sud-est de la Trinité. Pour l'abbé Angot, Pierre Guillot a été l'élève de Jamet Neveu.

## Pour approfondir